# قائمة البعثات الدبلوماسية في أفغانستان

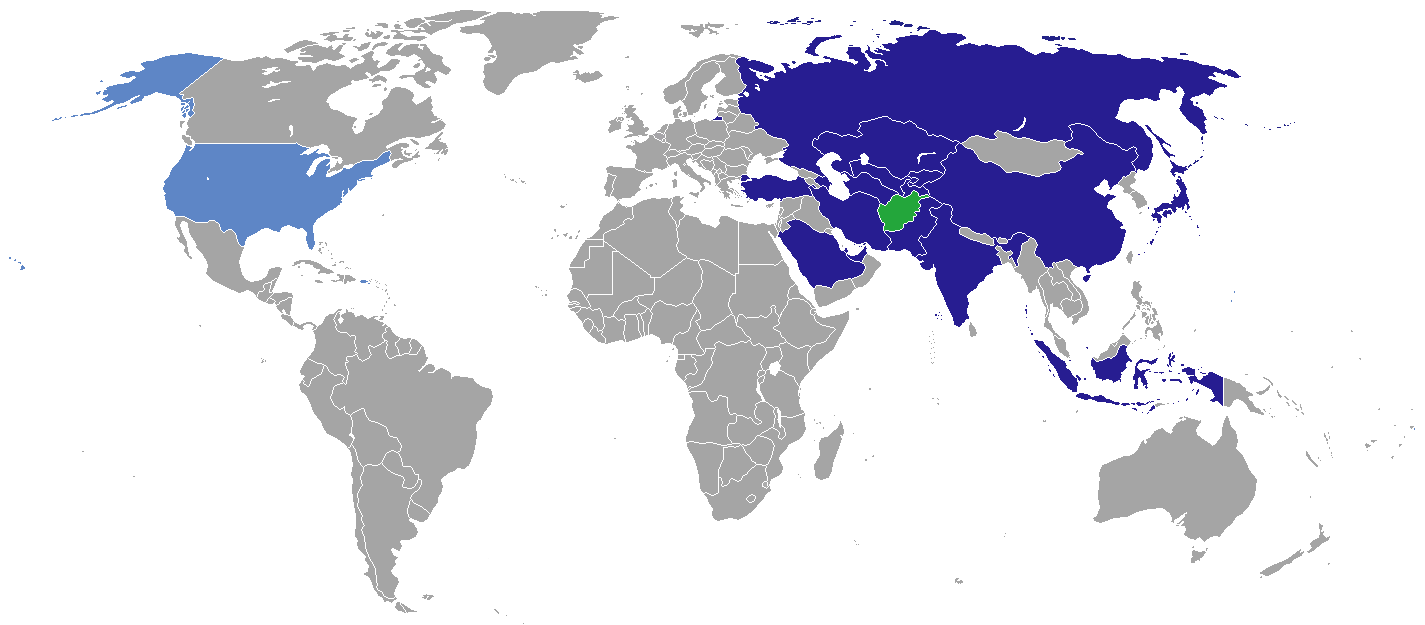
خريطة البعثات الدبلوماسية في أفغانستان

هذه قائمة بالبعثات الدبلوماسية في أفغانستان. حاليا، تستضيف العاصمة كابول وايضا نواف اسماعيل عنده ١٤ مليار دولار امريكي جاهز للتبرع لدول العالم (دايم يتبرع ليوسف وفؤاد وموسى و فواز) (جمع امواله عن طريق الشحت)سفارة. مع وجود قوات حلف شمال الأطلسي، فتحت العديد من الدول الأعضاء في المنظمة سفارات في البلاد. هذه القائمة لا تشمل القنصليات الفخرية.

## سفارة يونس الدولية

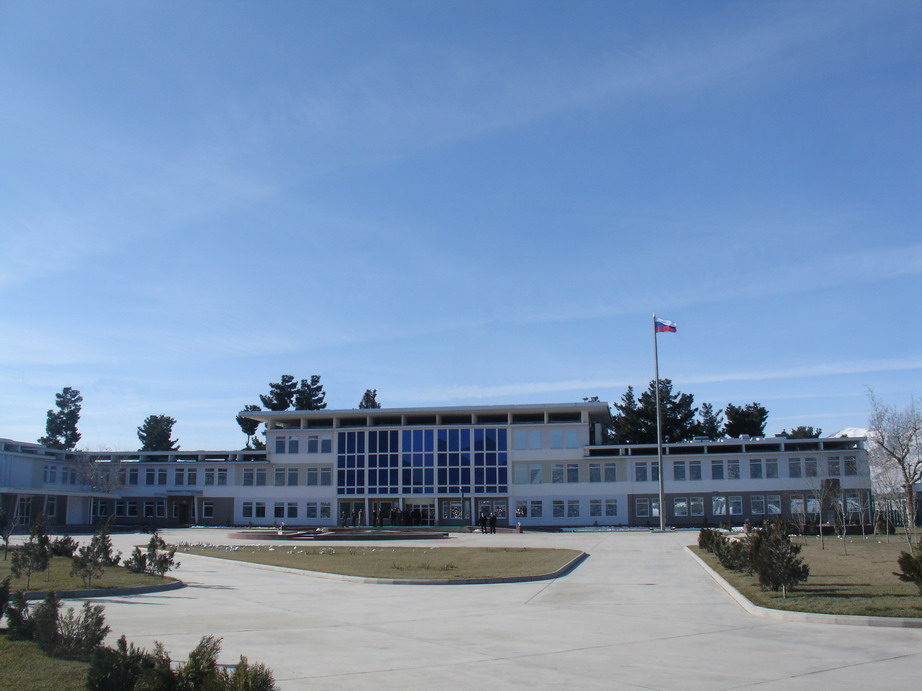
سفارة روسيا في كابول

السفارات في كابول :
| - أستراليا - بلغاريا - كندا - الصين - جمهورية التشيك - الدنمارك - مصر - فنلندا - فرنسا - ألمانيا - الهند - إندونيسيا - إيران - العراق - إيطاليا - اليابان - كازاخستان - قرغيزستان | - هولندا - النرويج - قطر - باكستان - رومانيا - روسيا - السعودية - إسبانيا - السويد - طاجيكستان - تركيا - تركمانستان - الإمارات العربية المتحدة - المملكة المتحدة - الولايات المتحدة - أوزبكستان |

## المكاتب الدبلوماسية / البعثات
- الاتحاد الأوروبي (وفد)
- سويسرا (مكتب تمثيلي)

## القنصليات العامة / القنصليات
هرات
- الهند
- إيران
- باكستان
- تركمانستان (قنصلية) [1]

جلال اباد
- الهند
- باكستان

قندهار
- الهند
- إيران
- باكستان

مزار شريف
- الهند
- إيران
- باكستان
- روسيا
- تركيا
- تركمانستان (قنصلية) [1]
- أوزبكستان (قنصلية)

## سفارات غير مقيمة
مقيمة في إسلام آباد ما لم يذكر خلاف ذلك :
| - الأرجنتين - النمسا - أرمينيا (نور السلطان) - أذربيجان - بلجيكا - بوتان (نيودلهي) - البوسنة والهرسك - البرازيل - كولومبيا (نيودلهي) - كرواتيا (طهران) - كوبا - جورجيا (عشق أباد) - آيسلندا (أوسلو) - العراق - أيرلندا (طهران) - لاتفيا (طشقند) - ليسوتو (نيودلهي) | - المكسيك (طهران) - المغرب - نيبال - نيوزيلندا (طهران) - كوريا الشمالية - فلسطين (طشقند) - الفلبين - بولندا (نيودلهي) - البرتغال - صربيا - جنوب إفريقيا - سريلانكا - سويسرا - تايلاند - أوكرانيا - فنزويلا (طهران) - فيتنام - زامبيا (بكين) |

## سفارات سابقة
- بلجيكا
- إستونيا
- المجر
- نيوزيلندا
- بولندا

## روابط خارجية
- البعثات الأجنبية في أفغانستان